# Kari Tikka

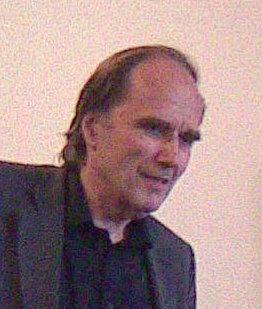
Kari Tikka.

Kari Juhani Tikka, född 13 april 1946 i Siilinjärvi, död 17 oktober 2022, var en finländsk kapellmästare och kompositör. 
Tikka erhöll 1969 diplom i oboespel och 1979 kapellmästardiplom från Sibelius-Akademin. Han verkade 1969–1972 som kapellmästare vid Tampereen teatteri och Finlands nationalopera, 1972–1976 vid Radions symfoniorkester och 1975–1977 vid Kungliga Operan i Stockholm. Han återvände 1979 till Nationaloperan; dessutom har han verkat som körledare. 
Tikka har dirigerat konserter i Nordeuropa, Centraleuropa och Ryssland och givit kompositionskonserter i Finland, Sverige och USA. Han har komponerat ett flertal kammarmusikaliska verk och andliga sånger samt arrangerat psalmer; hans hittills största verk är kyrkooperan Luther (2000), som med stor framgång har framförts bland annat i Tammerfors, Helsingfors, Wittenberg och Berlin.